# Danny Shittu
Daniel Olusola "Danny" Shittu, född 2 september 1980 i Lagos, Nigeria, är en nigeriansk före detta fotbollsspelare som senast spelade för den engelska klubben Millwall FC och Nigerias fotbollslandslag.

## Historia
Shittu började sin karriär i det engelska laget Charlton Athletic efter en misslyckad provspelning hos Norwich City som tonåring.
Shittu startade 28 matcher för Charlton när han var mellan 19 och 22 och gjorde hela 14 mål trots att han blev spelad som mittback.
Han tillbringade den största delen av sina två år med klubben på lån, först hos Blackpool i januari och februari 2001, och sedan hos Queens Park Rangers.

## Queens Park Rangers
Danny Shittu debuterade för QPR som en lånad spelare mot Peterborough United den 23 oktober 2001 i League One men Shittu blev utvisad i den 83:e minuten.
Hans första mål kom samma år den 15 december mot Chesterfield i en match där han återigen blev utvisad.